# ORP Jaskółka (1918)
ORP Jaskółka – polski trałowiec redowy z okresu międzywojennego, pierwszy z trzech okrętów o tej nazwie w Polskiej Marynarce Wojennej. Był jednym z czterech trałowców niemieckiego typu FM w polskiej służbie. Okręt został zbudowany w Niemczech jako FM 27 pod koniec I wojny światowej i zakupiony przez Polskę w 1920 roku; służył w Polskiej Marynarce Wojennej do 1931 roku.

## Historia
Okręt został zbudowany w 1918 w Niemczech i należał do licznej serii niewielkich trałowców o małym zanurzeniu typu FM, zamówionego przez Marynarkę Cesarską pod koniec I wojny światowej.  Według najnowszej literatury, był on dawnym trałowcem FM 27, który był wodowany w 1918 roku w stoczni Caesar Wollheim z Wrocławia i nie został ukończony przed końcem wojny. Starsze publikacje podawały też, że był to niemiecki FM 2.
Po odzyskaniu przez Polskę niepodległości i utworzeniu Marynarki Wojennej, rozpoczęto starania o zakup okrętów. Departament Marynarki Wojennej w 1920 podjął decyzję o zakupie czterech poniemieckich traulerów typu FM. Jednostki zostały zakupione 24 września 1920 od fińskiej firmy R.W. Hoffströms Skogsbyrå, z niemieckiego demobilu wojennego. Jednostki znajdowały się w Hamburgu. Cena zakupu wynosiła 1,8 miliona marek niemieckich (ok. 34 tysięcy USD lub 46 kg złota) za okręt. Po remoncie w Danii, trałowce przybyły do Gdańska w lutym 1921 roku. FM 27 po zakupie otrzymał prowizoryczną nazwę „Finlandia II”, następnie „trawler nr 1”, po czym rozkazem ogłoszonym 7 kwietnia 1921 roku, ostateczną nazwę: „Jaskółka”, wprowadzając w polskiej marynarce tradycję nadawania nazw trałowców od ptaków. 24 czerwca 1921 roku komisja wojskowa odebrała okręt. Do polskiej służby wszedł 1 marca 1921 roku. Jego pierwszym dowódcą został  kpt. mar. Marian Wolbek, jednocześnie dowódca Grupy Trałowej. Trałowce (określane wówczas jako traulery lub minowce) weszły w skład Dywizjonu Ćwiczebnego i były wykorzystywane przede wszystkim do szkolenia specjalistów morskich i patrolowania polskich wód  terytorialnych. Okręty były kupione bez uzbrojenia i wyposażenia, w polskiej służbie otrzymały początkowo 2 karabiny maszynowe Maxim wz.08 7,92 mm, a następnie także działko 47 mm Hotchkiss wz.95. W Estonii zakupiono komplety trałów i miny. W 1930 roku okręt wszedł w skład Dywizjonu Minowców. Wobec zużycia mechanizmów i nieopłacalności przeprowadzania dalszych remontów, został wycofany ze służby i skreślony z listy okrętów 12 października 1931, wraz z pozostałymi trałowcami typu FM.
Po nieudanych próbach sprzedaży okrętu, w 1933 roku przekazano go Oddziałowi Morskiemu Związku Strzeleckiego. Był wówczas hulkiem bez napędu, o masie kadłuba 132 tony. Próby jego wykorzystania przez Związek Strzelecki nie były udane i, według relacji, "Jaskółka" trafiła następnie do firmy Neptun, która przebudowała ją na motorowiec i używała jako statek towarowy na Wiśle. Dalszy jego los jest nieznany.